# Karl Leitl
Karl Leitl (* 28. Jänner 1924 in Eferding; † 24. Jänner 1982 in Linz) war ein oberösterreichischer Ziegel-Industrieller.

## Leben
Leitls Vater Carl war Prokurist und verheiratet mit Anna, geb. Obermayr, ab 1931 Anteilseignerin der Brüder J. & L. Obermayr Ziegelwerk und Tonwarenerzeugung in Eferding. Karl jr. besuchte die Volksschule in Eferding, anschließend die Realschule in Linz und begann ein Architekturstudium an der Technischen Hochschule in Wien, das er kriegsbedingt abbrechen musste. Im April 1946 wurde Karl Leitl jr. zum vertretungsberechtigten Geschäftsführer der Brüder J. & L. Obermayr Ziegelwerk und Tonwarenerzeugung. Später  wurde er Geschäftsführer des Familienunternehmens Bauhütte Leitl-Werke Ges.m.b.H und begann mit dessen Wiederaufbau, zugleich schloss er 1951 sein Studium als Diplom-Ingenieur ab.
Neben der Herstellung von Ziegeln spezialisierte er sich auch auf deren Weiterverarbeitung und stellte vorgespannte Ziegelfertigteile her. Die Idee dazu kam ihm während seiner Hochzeitsreise nach Dänemark, wo er eine vorgespannte Decke sah. Sein Verfahren verschaffte ihm internationale Anerkennung und die Titel Kommerzialrat und Professor. Im Lauf der Zeit entwickelte er aus diesen Fertigteilen Wohnbau-Komplett-Systeme, Fertiggaragen und Tanksysteme. 1977 gab er die Geschäftsführung an seinen Sohn Christoph ab.

### Politisches Engagement
Karl Leitl war Vizebürgermeister von Eferding. Er führte als 2. Obmann von Oberösterreich den Verband der Unabhängigen (VdU).

### Privates
Karl Leitl war verheiratet mit Ilse (* 1926, geb. Lutz) der Tochter des Malers Anton Lutz. Aus der Ehe gingen Christoph Leitl (* 1949), Martin Leitl (* 1952), Geschäftsführer der Leitl-Werke zwischen 1990 und 2017 und Katharina Lehmayer (* 1963), Präsidentin vom Oberlandesgericht Wien hervor.
Vom Architekten Hubert Taferner ließ Karl Leitl den Turm 18 der Turmbefestigung in Linz als Wohnhaus ausbauen. 1974 erwarb er das stark baufällige Schloss Litzlberg, auf einer Insel im Attersee, renovierte es und machte es zu seinem Sommersitz.

## Karl-Leitl-Partnerschaftspreis
Leitl ist Stifter des Karl-Leitl-Partnerschaftspreises, der von der Universität Linz für sozialpartnerschaftliche Ideen in der Arbeitswelt vergeben wird.

## Trivia
In Puchenau bei Linz ist die Karl-Leitl-Straße nach ihm benannt. Sie liegt unmittelbar am Schloss Puchenau, welches Leitl 1961 erwarb.